# Gran Columnata de Apamea
La Gran Columnata de Apamea fue la principal avenida columnata de la antigua ciudad de Apamea, en el valle del río Orontes, en el noroeste de Siria. Fue construida en el siglo II d. C. luego de la devastación que sufrió Apamea en el terremoto de 115. La avenida, que se extiende por casi 2 kilómetros, compone el eje norte-sur de la ciudad, o el cardo maximus. La columnata monumental es uno de los más largos y famosos del mundo romano.

## Descripción general
La columnata original helenística fue devastada, junto con el resto de Apamea, en el terremoto de 115. La reconstrucción comenzó inmediatamente bajo los romanos, y en el transcurso del siglo II la ciudad fue completamente reconstruida, comenzando con la Gran Columnata.
La columnata estaba alineada a lo largo del eje norte-sur, formando el cardo maximus de la ciudad bajo los romanos. Comenzando en la puerta norte de la ciudad, la columnata discurría en línea recta ininterrumpida durante casi 2 kilómetros hasta la puerta sur. El tercio norte del tramo de la columnata está marcado por una monumental columna votiva que se encontraba frente a los baños. El tercio sur, a alrededor de 1 500 metros, está marcado por la intersección con el eje este-oeste principal de la ciudad, llamado decumanus maximus. Dos arcos triples se construyeron en la Gran Columnata como parte de la intersección. La columnata se cruza varias veces con calles laterales a intervalos regulares de 110 metros. La columnata pasaba por el centro de la ciudad y varios edificios importantes se agruparon a su alrededor, incluidos los baños, el ágora, el Templo de Tique, el ninfeo, la rotonda, el atrio de la iglesia y la basílica.
La calle dentro de la columnata tenía 20,79 metros de ancho y estaba pavimentada con grandes bloques de piedra caliza poligonal. A ambos lados de la calle, una columnata de 6,15 metros de ancho corría por toda su longitud. Las columnas tenían 9 metros de alto y 0,9 metros de diámetro. Se ubicaron sobre bases cuadradas de 1,24 metros de lado y 0,47 metros de alto. Las columnas muestran dos diseños principales: uno simple y otro con las distintivas acanaladuras. El arqueólogo Jean Lassus argumenta que el primero se remonta al período trajano, mientras que el segundo al de Antonino Pío. Los pórticos de la columnata estaban pavimentados con mosaicos extensos a lo largo del tramo completo de la columnata.
Bajo el emperador bizantino, Justiniano I, se restauraron varias partes de la columnata. La calle se redujo a 12 metros al agregar una acera a cada lado. Varios tramos de la calle tenían su pavimento romano reemplazado con un nuevo pavimento hecho de bloques cuadrados de piedra caliza. El nuevo pavimento también cubría un sistema de drenaje completamente restaurado. Los cambios de Justiniano incluyeron la construcción de un tetrástilo monumental compuesto por cuatro columnas de nueve metros de alto con capiteles de un metro de alto. La ciudad, sin embargo, fue saqueada más tarde por los sasánidas bajo Adarmahan.

## Galería

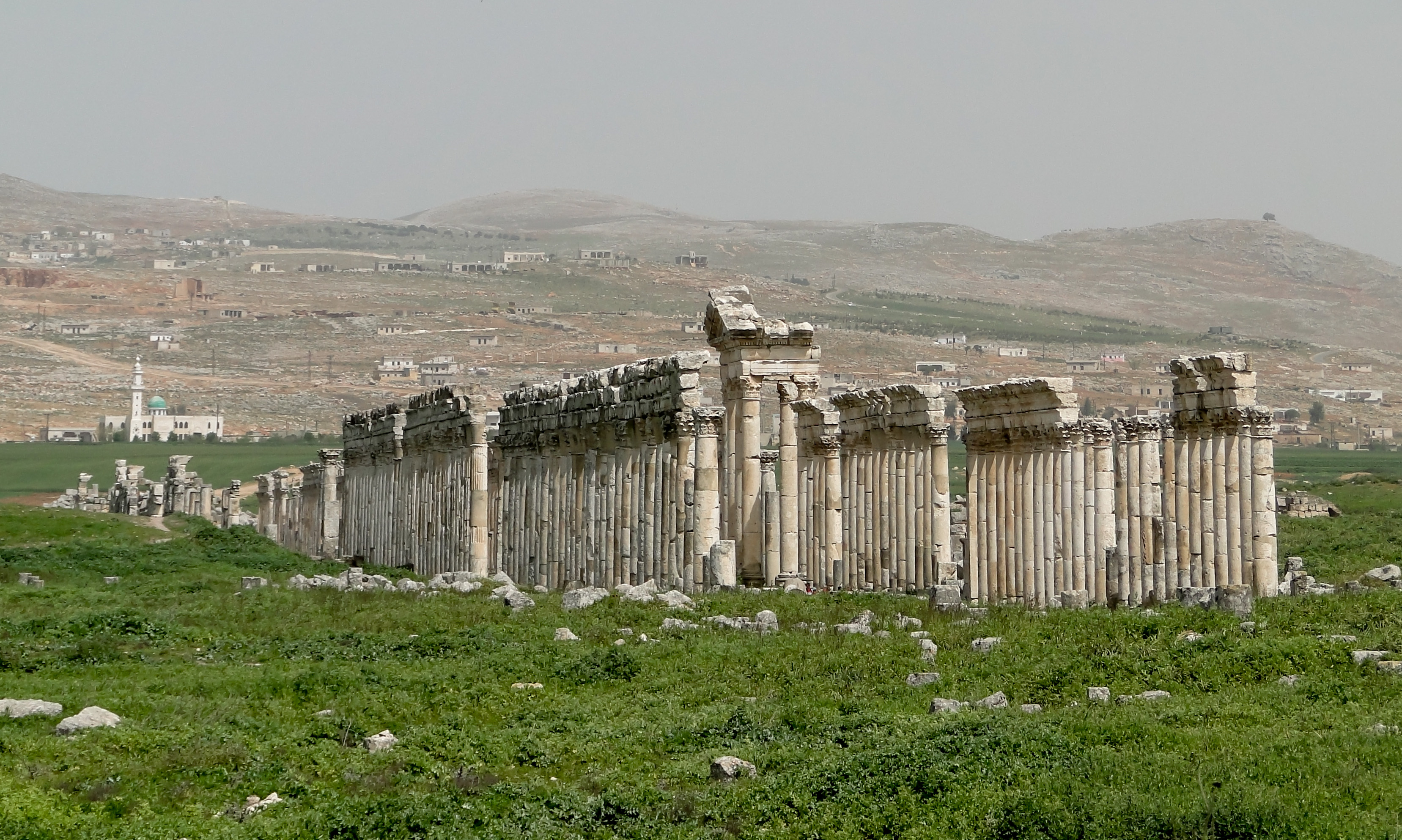
Panorámica de la columnata.
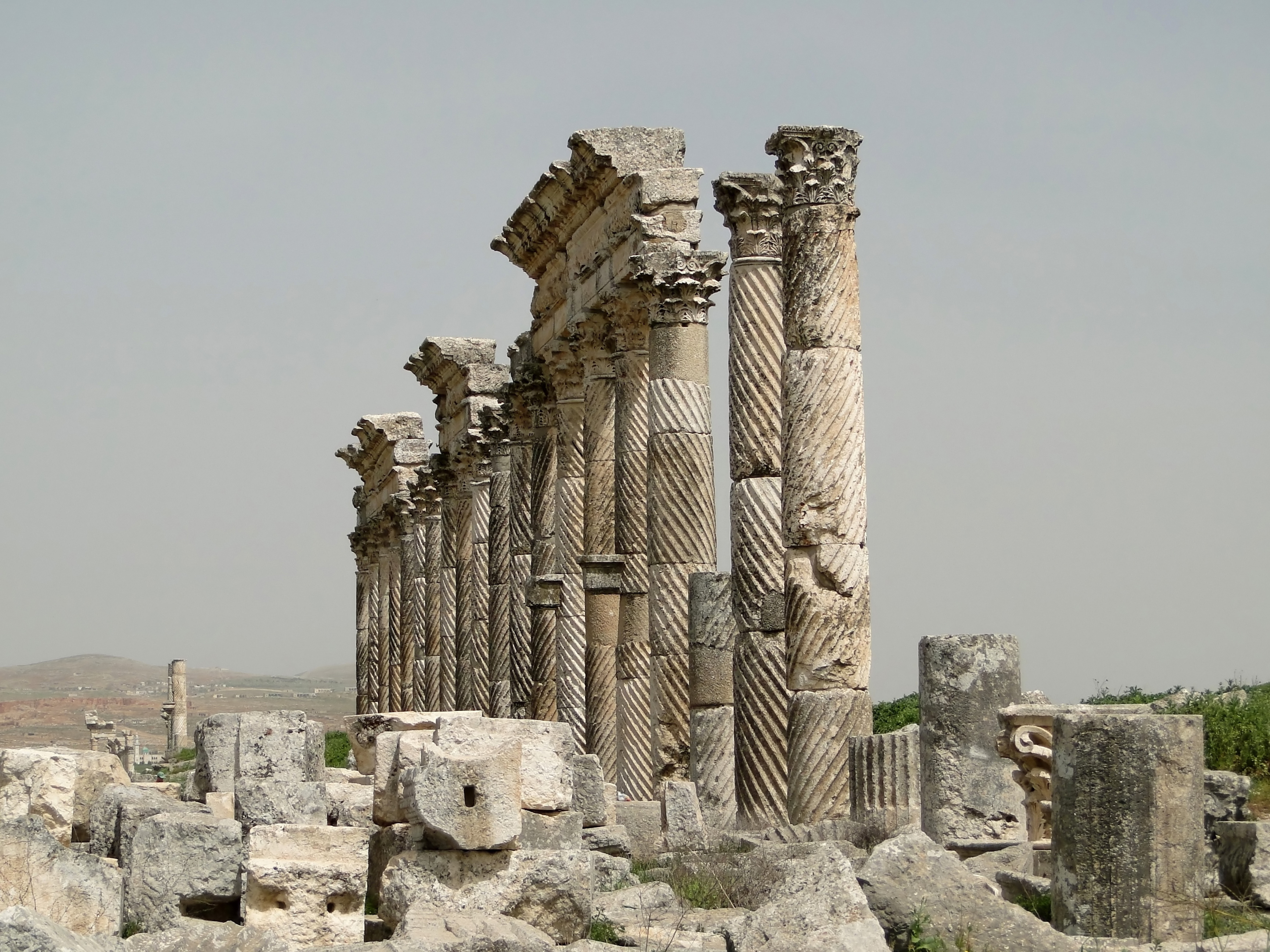
Columnas decoradas con las distintivas acanaladuras.
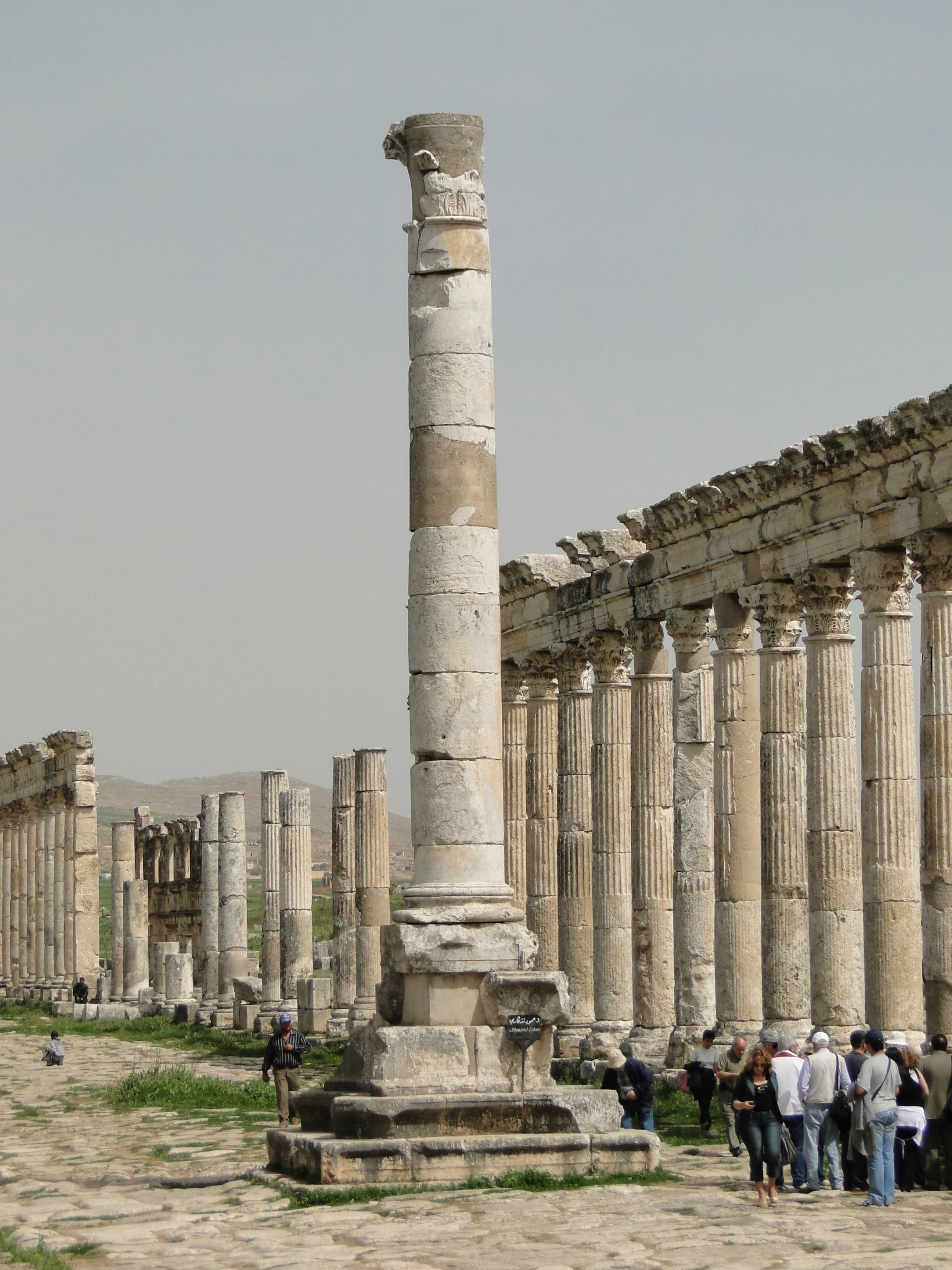
La columna votiva de pie frente a los baños.
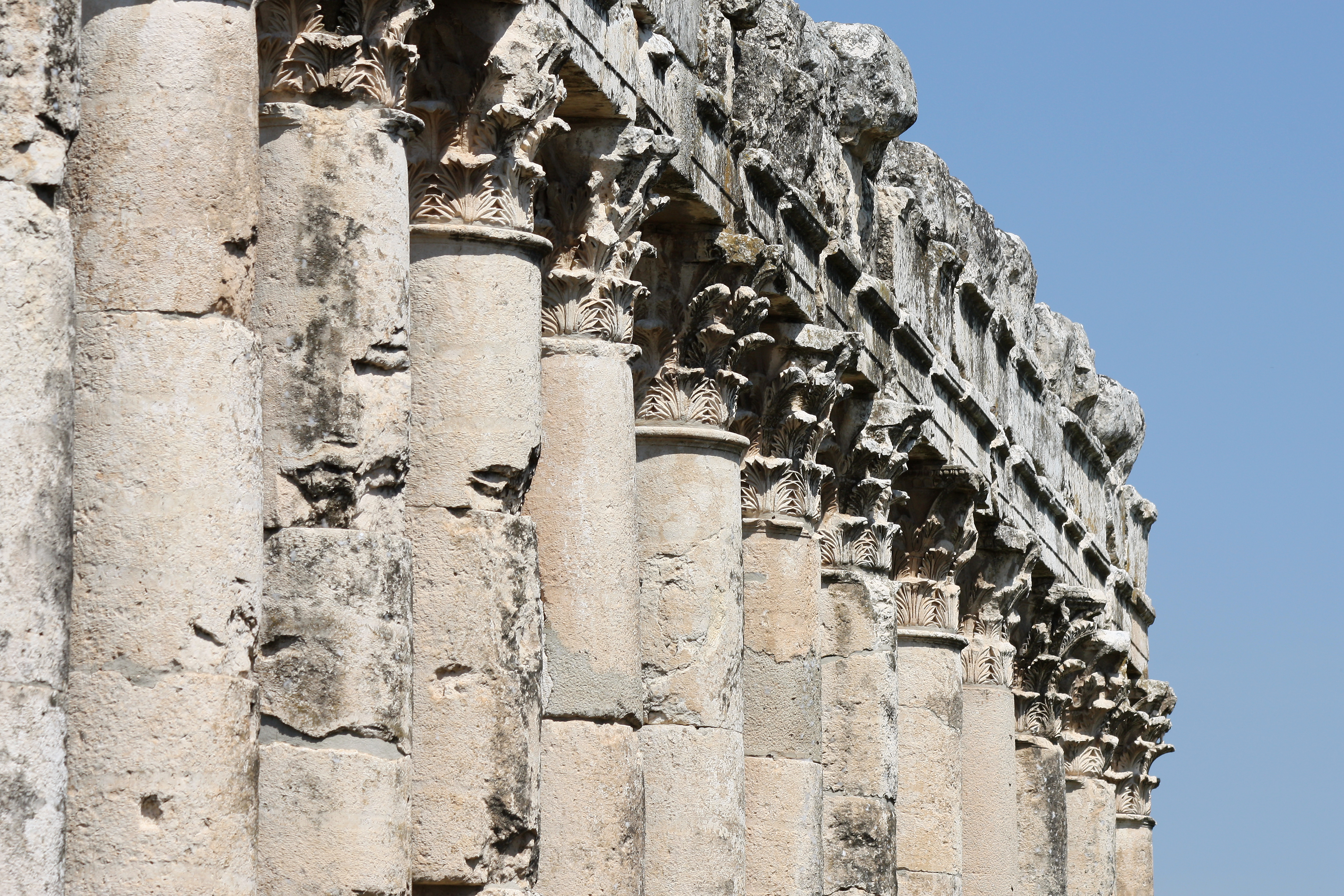
Detalles de los capiteles de las columnas de la columnata.
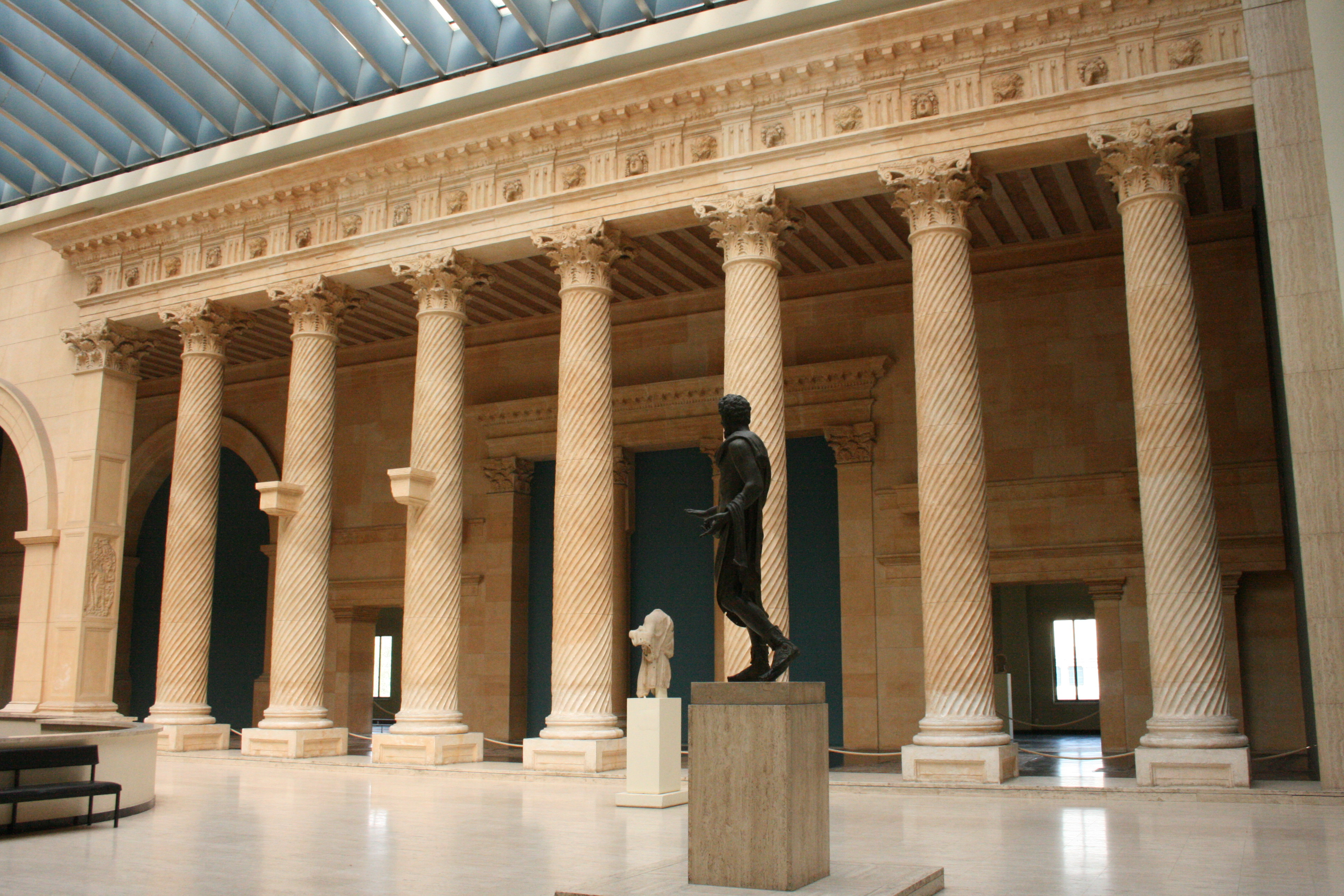
Reconstrucción de una sección de la columnata en el Museo del Cincuentenario en Bruselas, Bélgica.